# Sphenopsis piurae
El hemispingo de Piura (Sphenopsis ochracea) es una especie de ave paseriforme de la familia Thraupidae perteneciente al género Sphenopsis, antes situada en Hemispingus. Es nativo de regiones andinas del oeste de América del Sur.

## Distribución y hábitat
Se distribuye a lo largo de la pendiente occidental de los Andes, desde el extremo suroeste de Ecuador (sur de Loja) hasta el  oeste de Perú (La Libertad).
Esta especie es considerada rara y local en su hábitat natural: el sotobosque y los bordes de bosques montanos húmedos de media altitud, principalmente entre los 1500 y los 2500 m.

## Sistemática

### Descripción original
La especie S. piurae fue descrita por primera vez por el ornitólogo estadounidense Frank Michler Chapman en 1923 bajo el nombre científico Hemispingus piurae; la localidad tipo es: «Palambla, 4000 pies [c. 1220 m], Piura, noroeste de Perú».

### Etimología
El nombre genérico femenino «Sphenopsis» se compone de las palabras griegas «sphēn»: cuña, y «opsis»: apariencia; y el nombre de la especie «piurae» se refiere a lo localidad tipo: Piura, Perú.

### Taxonomía
La presente especie (incluida en Sphenopsis melanotis) junto a Sphenopsis frontalis, fueron tradicionalmente incluidas en el género Hemispingus, hasta que en los años 2010, publicaciones de filogenias completas de grandes conjuntos de especies de la familia Thraupidae basadas en muestreos genéticos, permitieron comprobar que formaban un clado separado del género que integraban, por lo que se sugirió la resurrección del género Sphenopsis, hasta entonces considerado un sinónimo de Hemispingus. El reconocimiento del género resucitado y la inclusión de las dos especies fue aprobado en la Propuesta N° 730.10 al Comité de Clasificación de Sudamérica (SACC).
La presente especie y Sphenopsis ochracea, ambas nativas de la pendiente occidental de los Andes, fueron tratadas históricamente como subespecies de S. melanotis, pero son reconocidas como especies separadas por diversos autores y clasificaciones, no así por Clements Checklist/eBird v.2019 que continúa a tratarlas como las subespecies S. melanotis ochracea y S. melanotis piurae.

### Subespecies
Según la clasificación del Congreso Ornitológico Internacional (IOC) se reconocen dos subespecies, con su correspondiente distribución geográfica:
- Sphenopsis piurae piurae (Chapman, 1923) – localmente en los Andes del extremo suroeste de Ecuador y noroeste de Perú (Piura).
- Sphenopsis piurae macrophrys (Koepcke, 1961) – pendiente del Pacífico de los Andes del oeste de Perú (La Libertad).